# Ground Floor
Ground Floor è una serie televisiva statunitense creata da Bill Lawrence e Greg Malins per TBS, trasmessa dal 14 novembre 2013.

## Trama
Brody, un giovane banchiere ventinovenne di successo, dopo aver passato la notte con Jennifer, scopre che lei lavora nello staff di supporto della sua compagnia, la Remington Trust. Da qui, i due cercheranno di capire i sentimenti che entrambi provano uno per l'altro, con grande disappunto dei loro collaboratori.

## Personaggi e interpreti
- Brody Moyer (stagioni 1-2), interpretato da Skylar Astin.
- Jenny Miller (stagioni 1-2), interpretata da Briga Heelan.
- Remington Stewart Mansfield (stagioni 1-2), interpretato da John C. McGinley.
- Mark "Harvard" Shrake (stagioni 1-2), interpretato da Rory Scovel.
- Mike "Threepeat" Wen (stagioni 1-2), interpretato da Rene Gube.
- Tori (stagione 1), interpretata da Alexis Knapp.
- Derrick Dupree (stagioni 1-2), interpretato da James Earl.
- Allie Mansfield (stagione 2), interpretata da Christa Miller.

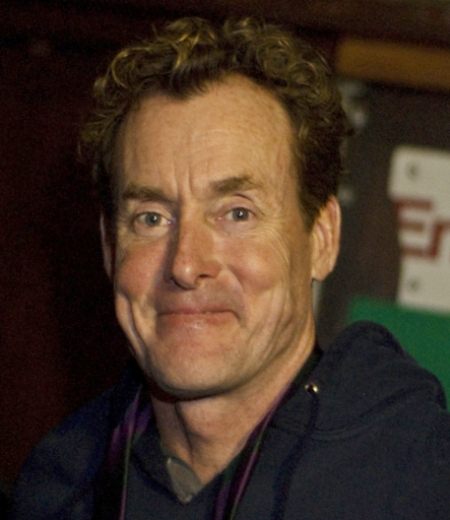
John C. McGinley interpreta Remington Stewart Mansfield

## Episodi
| Stagione         | Episodi | Prima TV USA | Prima TV Italia |
| ---------------- | ------- | ------------ | --------------- |
| Prima stagione   | 10      | 2013         |                 |
| Seconda stagione | 10      | 2014-2015    |                 |

## Produzione
Il 21 febbraio 2013 TBS ha commissionato la produzione dell'episodio pilota. I casting sono iniziati nel mese di febbraio, mentre la serie è stata ufficialmente ordinata il 10 maggio 2013, durante gli Upfronts.
Il 6 marzo 2014 la serie è stata rinnovata per una seconda stagione. Il 15 febbraio 2015 la serie viene cancellata dopo due stagioni.

### Casting
Il primo attore ad essere stato scritturato fu John C. McGinley, nel ruolo di Mr. Mansfield, il capo della Remington Trust. Successivamente vennero aggiunti Skylar Astin e Briga Heelan, rispettivamente nel ruolo di Brody, un giovane banchiere ventinovenne di successo, e di Jennifer, una collaboratrice staff di supporto della compagnia di Brody. Seguirono Rene Gube e James Earl, rispettivamente nel ruolo di Mike "Threepeat" Wen, un gestore di fondi, e di Derrick, un tranquillo collega di Jennifer. Gli ultimi attori ad esser stati scritturati furono Rory Scovel nel ruolo di Harvard, un collega di lavoro di Jennifer segretamente innamorato di lei, e Alexis Knapp, nel ruolo di Tori, una sexy e festaiola collega di  Jennifer.
A partire dalla seconda stagione si aggiungerà al cast il personaggio di Allie, la moglie di Mr. Mansfield, interpretata da Christa Miller.